# Ben Barnes
Benjamin (Ben) Barnes (Londen, 20 augustus 1981) is een Engels film- en theateracteur. Hij brak internationaal door als Prince Caspian in de verfilming van De Kronieken van Narnia.
Barnes is geboren in Engeland en afgestudeerd in zowel drama als Engelse literatuur. Zijn eerste filmrol had hij als 'Dunstan Thorn' in de film Stardust. Daarvoor heeft hij in meerdere televisieseries een gastrol gespeeld. Zijn echte doorbraak beleefde hij echter met de tweede Narnia-film, Prince Caspian. Hiervoor moest hij zijn rol als Dakin in het toneelstuk The History Boys afbreken. Verder heeft hij voor een korte periode in de boyband Hyrise gezongen. Zelf heeft Barnes aangegeven dat zijn periode in de boyband geen succes was. Sinds Prince Caspian heeft hij meerdere films opgenomen. Hij kwam ook terug in de derde Narnia-film. In 2021 vertolkte hij de rol van The Darkling in de Netflix-serie Shadow and Bone, gebaseerd op de twee boekenreeksen van Leigh Bardugo.
Ook bracht de acteur in 2021 zijn eigen muziek uit. De naam van zijn debuutalbum is Songs for You. 
Met Songs For You laat Barnes voor het eerst zijn ziel zien via zijn muziek; hoopvol, vrolijk, gepassioneerd, nostalgisch, kwetsbaar en liefdevol. De tekst van de meeste liedjes, legt hij uit, kwam voort uit ‘poëzie geschreven voor een geliefde of gewoon voor mezelf, een lang vergeten zin die ik jaren geleden in een notitieboekje noteerde, geïnspireerd door een foto, een moment, een citaat, of in het geval van één liedje, een verhaal dat ik las over een vrouwelijke piraat!”
Na jarenlang geregisseerd, geschreven en gemonteerd te zijn in films, is dit zijn moment om het licht te laten schijnen op de vijf nummers op Songs For You, liefdevol gemaakt aan zijn piano thuis en onbewerkt en recht uit het hart gepresenteerd.
Donny Hathaway was de inspiratie achter de titel van het album.

## Filmografie
- Bibsys: 10024967
- Biblioteca Nacional de España: XX5046807
- Bibliothèque nationale de France: cb16076624j (data)
- Catàleg d'autoritats de noms i títols de Catalunya: 981058523797906706
- Gemeinsame Normdatei: 140972110
- International Standard Name Identifier: 0000 0001 1470 7216
- Library of Congress Control Number: no2008182011
- MusicBrainz: 3050d86c-16d3-4851-b456-05a45a41aabd
- Nationale Bibliotheek van Tsjechië: xx0141932
- Nationale Bibliotheek van Israël: 987007369889705171
- Nederlandse Thesaurus van Auteursnamen: 393712923
- Réseau des bibliothèques de Suisse occidentale: 02-A026432417
- Système universitaire de documentation: 147198100
- Virtual International Authority File: 36748869
- WorldCat: E39PBJp6bcqxbgtcy3DMKyCWjC